# 建林里
24°50′29″N 121°14′00″E / 24.8413685°N 121.2333044°E
建林里是臺灣桃園市龍潭區的一個里，本里劃有33個鄰，總人口4,436人，是本區南部人口密度最高的里。

## 觀光
- 桃園市客家文化館

## 宗教
- 財團法人桃園市龍潭逸園基督教會